# Cassanhas de Begonhés
Cassanhas de Begonhés (en occità Cassagnes-Bégonhès) és un municipi francès situat al departament de l'Avairon i a la regió d'Occitània.

## Administració
| Període   | Identitat          | Partit |
| --------- | ------------------ | ------ |
| 1956-1965 | Marie-Paul Alric   |        |
| 1965-1989 | Léopold Destours   |        |
| 1989-1995 | Francis Cailhol    |        |
| 1995-2001 | Christiane Vernhes |        |
| 2001-2008 | Francis Cailhol    |        |
| 2008-     | Michel Costes      |        |